# 데릭 루크
데릭 루크(Derek Luke, 1974년 4월 24일 ~ )는 미국의 배우이다.

## 출연 작품
- 익스트랙션(영화) (2020)